# 4,4'-二(N,N-二甲氨基)二苯基甲醇
4,4'-二(N,N-二甲氨基)二苯基甲醇（英語：4,4′-Bis(dimethylamino)benzhydrol）是一种有机化合物，化学式为((CH3)2NC6H4)2CH(OH)，常温常压下为白色固体，可溶于多种有机溶剂，是米氏酮的还原产物，也是合成许多三芳基甲烷染料的前体。